# Jeroni Basart i Morató
Jeroni Basart i Morató, àlies Rufo, (Sant Feliu de Guíxols, 1742 - Sant Feliu de Guíxols, 1811) va ser un corsari empordanès durant les guerres contra França i Gran Bretanya de finals del segle xviii. Pertanyia a una família de comerciants i patrons de nau de Sant Feliu de Guíxols.

## El corsarisme empordanès del vuit-cents
En temps de guerra, part de la marina mercant de les viles portuàries empordaneses era reconvertida al cors. Els corsaris s'organitzaven en Juntes de govern locals. Les més importants de l'Empordà, en nombre d'embarcacions, van ser la de Sant Feliu de Guíxols, la de Palamós, la de Roses i la de Cadaqués.
A la de Sant Feliu, a més de Basart, s'hi trobaven matriculats els següents patrons corsaris: Bartomeu Bosch (el Major), Bartomeu Bosch (el Menor), Tomàs Feliu, Bartomeu Remus, Ignasi Calvet, Josep Barnich, Nicolau Casas, Josep Furest, Josep Casas, Rafel Suris, Pere Plaja, Joan Bascos i Josep Bernils. A la de Palamós: Josep Bajandas i Martí Badia. A la de Cadaqués: Josep i Sebastià Cabrisas.
Jeroni Basart va ser un dels de més anomenada de l'època.

## Actes corsaris contra els anglesos
En les converses secretes mantingudes amb Lluís XIV de França, a fi i efecte de posar fi a la Guerra de Successió Espanyola i reconèixer Felip V com a rei d'Espanya, els britànics van exigir importants concessions, que incloïen l'illa de Menorca i la plaça de Gibraltar. L'acord va ser oficialitzat en el Tractat d'Utrecht de 1713.
El 1778, a l'inici d'una nova guerra contra les Monarquies borbòniques de França i d'Espanya, aliades pel pacte de família, el governador James Mostyn va concedir la patent de cors a 56 naus menorquines, les quals van capturar 236 embarcacions.
Entre 1778 i 1782 Jeroni Basart va destacar en les expedicions bèl·liques hispano-franceses contra els anglesos de Menorca i de Gibraltar, capitanejant una galiota corsària anomenada Sant Antoni de Pàdua, més coneguda com Conde del Asalto, que tenia 18 canons i portava entre 60 i 106 homes de tripulació. El primer combat del que es té notícia es va produir el 23 de juny de 1780 davant les costes de Begur contra un xabec corsari maonès de 16 rems i 14 canons. Basart es va defensar durant cinc hores, fins que l'embarcació maonesa, amb molts desperfectes i alguns morts i ferits, va aconseguir deixar enrere la galiota que, per la seva banda, no va haver de lamentar cap pèrdua.
El 8 d'agost de 1780 es té notícia de les correries de Basart pels mars de França, mentre escortava un comboi d'embarcacions mercants cap a la Fira de Bellcaire. Durant aquella expedició, prop de Marsella va apressar una galiota maonesa amb 40 homes de tripulació que va portar al port de Seta. També va prendre un xabec maonès amb 38 homes que es va rendir després d'un breu combat.
Aquell mateix any, Jeroni Basart va rebre com a distinció una medalla d'or lliurada pel mateix monarca Carles III.
A mitjans de gener de 1781, la Conde del Asalto va iniciar una campanya contra Menorca juntament amb la Vila de Reus, del corsari palamosí Martí Badia. Mentre Basart mantenia el foc contra la costa per fer fugir l'enemic, les llanxes espanyoles maniobraven per remolcar els vaixells enemics. La platja es va omplir d'anglesos que eren castigats per l'artilleria corsària. La defensa anglesa no va poder impedir que Basart i Badia s'apoderessin de la bateria de terra d'un xabec britànic, El Suceso, del capità Jaume Soler, i d'una tartana francesa carregada de sosa. Després d'aquesta fructífera captura, els dos empordanesos van posar rumb a Alcúdia (Mallorca) on van vendre el botí.
El 1782 Basart va arribar a capturar quatre vaixells de nacionalitat anglesa.
En algunes ocasions, el corsari empordanès va escapar per poc de ser derrotat. El 13 de juny de 1781 es va veure obligat a acostar-se a la Torre de Calella de Palafrugell per evitar ser abatut per quatre embarcacions maoneses.

## Actes corsaris contra els francesos
L'any 1793, amb motiu de la Guerra Gran (1793-1795) entre el regne d'Espanya i la novíssima república nascuda de la Revolució Francesa, Basart va obtenir una nova patent de cors. Els corsaris empordanesos van deixar d'empaitar naus maoneses i angleses i van fixar com a nou objectiu les embarcacions franceses que feien ruta cap a Barcelona, carregades de queviures per a les tropes d'ocupació. Pocs anys després, amb motiu de la Guerra del Francès (1808-1814), tornava a corsejar per la Mediterrània. Existeix un document del 27 de juny de 1808 de la patent concedida a Jeroni Basart, aleshores capità de la faluca Santa Clara, «armada por el comercio de la villa de Sant Feliu de Guixols».
Aquell mateix any, els vocals de la junta de corsaris de Sant Feliu el van nomenar, a l'edat de 66 anys, comandant de l'esquadra de la vila per lluitar contra els francesos.
Basart té dedicada una plaça a la seva vila natal.